# 1995 SN55

1995 SN55의 공전 궤도

1995 SN55 또는 2014 OK394는 해왕성 바깥에서 공전하고 있는 해왕성 바깥 행성중 하나이다. 1995년 9월 20일 스페이스워치에 의해 처음 발견되었고 2010년 10월 8일에 판스타스에 의해 두 번째로 재발견되었다.

## 분류 및 궤도
1995 SN55는 275년마다 태양을 평균 42.33AU에서 공전한다. 궤도 이심률은 0.16이고, 궤도 경사는 4도이다. 해왕성과 3:5 평균 운동 궤도 공명 상태에 있다.

## 참조
- 잃어버린 소행성
- 해왕성 바깥 행성
- 1995 GJ
- 2006 HH123
- 2012 SQ31